# Юзеф Трач
Юзеф Бронислав Трач (пол. Józef Bronisław Tracz; нар. 1 вересня 1964, Жари, Жарський повіт, Любуське воєводство) — польський борець греко-римського стилю, триразовий срібний призер чемпіонатів світу, срібний та дворазовий бронзовий призер Олімпійських ігор. Єдиний польський борець — володар трьох олімпійських медалей.

## Життєпис
Син Міхала Трача і Станіслави Семенчук. Він виріс з братом Мечиславом і сестрою на фермі батьків в п'яти кілометрах від Жар, куди після війни вони переїхали зі Львова. У школі займався футболом і настільним тенісом.
Випускник технічного автомобільного інституту у Варшаві (1993) і Інституту фізичної культури в Ґожуві-Велькопольському (1997) (філія Познанської академії фізичної культури).
Боротьбою почав займатися з 1977 року. Виступав за спортивний клуб «Сласк» Вроцлав. Тренер — Єжи Адамек. 9-разовий чемпіон Польщі: у напівсередній вазі — з 1987 по 1989 рік, у середній вазі — у 1990, 1992—1994, 1997—1998 роках.
Після завершення спортивної карьєри перейшов на тренерську роботу. Тренував збірні Італії та Польщі з греко-римської боротьби.

### Родина
Старший брат Мечислав (нар. 1962) — теж борець, член польської збірної з греко-римської боротьби з 1984 по 1988 рік, учасник Олімпійських ігор 1988 року в Сеулі, проте призових місць на змаганнях найвищого рівня не займав.
Юзеф Трач є тренером свого племінника Міхала Трача (нар. 1992) — члена польської збірної з греко-римської боротьби, призера багатьох престижних міжнародних турнірів.

## Спортивні результати на міжнародних змаганнях

### Виступи на Олімпіадах
| Змагання                    | Збірна | Вагова категорія                 | Місце  |
| --------------------------- | ------ | -------------------------------- | ------ |
| Літні Олімпійські ігри 1988 | Польща | греко-римська боротьба, до 74 кг | Бронза |
| Літні Олімпійські ігри 1992 | Польща | греко-римська боротьба, до 74 кг | Срібло |
| Літні Олімпійські ігри 1996 | Польща | греко-римська боротьба, до 74 кг | Бронза |

### Виступи на Чемпіонатах світу
| Змагання                        | Збірна | Вагова категорія                 | Місце  |
| ------------------------------- | ------ | -------------------------------- | ------ |
| Чемпіонат світу з боротьби 1987 | Польща | греко-римська боротьба, до 74 кг | Срібло |
| Чемпіонат світу з боротьби 1989 | Польща | греко-римська боротьба, до 74 кг | 8      |
| Чемпіонат світу з боротьби 1990 | Польща | греко-римська боротьба, до 74 кг | 5      |
| Чемпіонат світу з боротьби 1991 | Польща | греко-римська боротьба, до 74 кг | 5      |
| Чемпіонат світу з боротьби 1993 | Польща | греко-римська боротьба, до 74 кг | Срібло |
| Чемпіонат світу з боротьби 1994 | Польща | греко-римська боротьба, до 74 кг | Срібло |
| Чемпіонат світу з боротьби 1995 | Польща | греко-римська боротьба, до 74 кг | 7      |
| Чемпіонат світу з боротьби 1997 | Польща | греко-римська боротьба, до 76 кг | 7      |
| Чемпіонат світу з боротьби 1998 | Польща | греко-римська боротьба, до 76 кг | 20     |

### Виступи на Чемпіонатах Європи
| Змагання                         | Збірна | Вагова категорія                 | Місце |
| -------------------------------- | ------ | -------------------------------- | ----- |
| Чемпіонат Європи з боротьби 1988 | Польща | греко-римська боротьба, до 74 кг | 4     |
| Чемпіонат Європи з боротьби 1989 | Польща | греко-римська боротьба, до 74 кг | 5     |
| Чемпіонат Європи з боротьби 1990 | Польща | греко-римська боротьба, до 74 кг | 4     |
| Чемпіонат Європи з боротьби 1992 | Польща | греко-римська боротьба, до 82 кг | 7     |
| Чемпіонат Європи з боротьби 1996 | Польща | греко-римська боротьба, до 74 кг | 22    |

### Виступи на інших змаганнях
| Змагання                                | Збірна | Вагова категорія                 | Місце  |
| --------------------------------------- | ------ | -------------------------------- | ------ |
| Гран-прі Німеччини з боротьби 1985      | Польща | греко-римська боротьба, до 57 кг | 8      |
| Золотий Гран-прі з боротьби 1987        | Польща | греко-римська боротьба, до 74 кг | Золото |
| Гала гран-прі FILA 1987                 | Польща | греко-римська боротьба, до 74 кг | Бронза |
| Гран-прі Німеччини з боротьби 1988      | Польща | греко-римська боротьба, до 74 кг | 4      |
| Золотий Гран-прі з боротьби 1992        | Польща | греко-римська боротьба, до 82 кг | Срібло |
| Гран-прі Німеччини з боротьби 1992      | Польща | греко-римська боротьба, до 82 кг | Срібло |
| Гран-прі Німеччини з боротьби 1993      | Польща | греко-римська боротьба, до 82 кг | 11     |
| Всесвітні ігри військовослужбовців 1995 | Польща | греко-римська боротьба, до 82 кг | 4      |